# Tennis Masters Cup 2006 — парный турнир
Пара Йонас Бьоркман / Максим Мирный — победительница турнира.
Прошлогодние чемпионы — Микаэль Льодра и Фабрис Санторо — не защищали свой титул, но Санторо принимал участие в турнире и в паре с Ненадом Зимоничем не смог выйти из группы.

## Сеяные
| 1. Боб Брайан / Майк Брайан (Группа) 2. Йонас Бьоркман / Максим Мирный (Титул) 3. Даниэль Нестор / Марк Ноулз (Финал) 4. Кевин Ульетт / Пол Хенли (Полуфинал) | 1. Ненад Зимонич / Фабрис Санторо (Группа) 2. Мартин Дамм / Леандер Паес (Полуфинал) 3. Энди Рам / Йонатан Эрлих (Группа) 4. Марцин Матковский / Мариуш Фирстенберг (Группа) |

## Сетка

### Используемые сокращения
- Q (англ. qualifier, дословно — квалифицировавшийся) — победитель квалификационного турнира.
- WC (англ. wild card, уайлд-кард) — специальное приглашение от организаторов.
- LD (англ. last direct acceptance, последний прямой допуск) — игрок, находящийся последним в списке участников, попадающих напрямую в основную сетку.
- LL (англ. lucky loser, лаки-лузер) — игрок с наивысшим рейтингом из проигравших в финальном раунде квалификации, приглашённый в качестве замены поздно снявшегося игрока основной сетки.
- Rt (англ. retired, дословно — снявшийся) — отказ игрока от продолжения игры по ходу матча.
- W/O (англ. walkover, дословно — проход) — выигрыш на невыходе соперника на игру.
- SE (англ. special exempt) — специальный допуск. Используется для игроков, которые удачно сыграли на неделе, предшествовавшей турниру, и потому не могли участвовать в квалификации.
- SR (англ. special rating) — специальный рейтинг. Даётся игроку, получившему травму и выбывшему из тура не менее чем на 6 месяцев и до двух лет. В этом случае его рейтинг на время лечения травмы «замораживается» и затем после возвращения, он имеет право заявляться на несколько турниров (определяется регламентом тура), чтобы попадать на турниры своего уровня.
- PR (англ. protected ranking, дословно — защищённый рейтинг). Используется для допуска в турнир игроков, пропустивших долгое время из-за травмы и опустившихся в рейтинге.
- ALT (англ. alternate) — альтернативный игрок в сетке (замена кого-то из поздно снявшихся с турнира).
- S (англ. suspended, дословно — отложен) — матч приостановлен из-за дождя или темноты.
- D (англ. defaulted) — один из спортсменов снят с турнира за неспортивное поведение.

### Финальные раунды
|  | Полуфиналы | Полуфиналы                   | Полуфиналы                   | Полуфиналы                   | Полуфиналы                   | Полуфиналы                   | Полуфиналы                   | Полуфиналы | Полуфиналы | Полуфиналы |   |                           | Финал                     | Финал                        | Финал                        | Финал                        | Финал                        | Финал                        | Финал                        | Финал | Финал | Финал |
|  |            |                              |                              |                              |                              |                              |                              |            |            |            |   |                           |                           |                              |                              |                              |                              |                              |                              |       |       |       |
|  | 4          | Кевин Ульетт Пол Хенли       | Кевин Ульетт Пол Хенли       | Кевин Ульетт Пол Хенли       | Кевин Ульетт Пол Хенли       | Кевин Ульетт Пол Хенли       | Кевин Ульетт Пол Хенли       | 6          | 1          | 3          |   |                           |                           |                              |                              |                              |                              |                              |                              |       |       |       |
|  | 4          | Кевин Ульетт Пол Хенли       | Кевин Ульетт Пол Хенли       | Кевин Ульетт Пол Хенли       | Кевин Ульетт Пол Хенли       | Кевин Ульетт Пол Хенли       | Кевин Ульетт Пол Хенли       | 6          | 1          | 3          |   |                           |                           |                              |                              |                              |                              |                              |                              |       |       |       |
|  | 3          | Даниэль Нестор Марк Ноулз    | Даниэль Нестор Марк Ноулз    | Даниэль Нестор Марк Ноулз    | Даниэль Нестор Марк Ноулз    | Даниэль Нестор Марк Ноулз    | Даниэль Нестор Марк Ноулз    | 4          | 6          | 6          |   |                           |                           |                              |                              |                              |                              |                              |                              |       |       |       |
|  |            |                              |                              |                              |                              |                              |                              |            |            |            | 3 | Даниэль Нестор Марк Ноулз | Даниэль Нестор Марк Ноулз | Даниэль Нестор Марк Ноулз    | Даниэль Нестор Марк Ноулз    | Даниэль Нестор Марк Ноулз    | Даниэль Нестор Марк Ноулз    | 2                            | 4                            |       |       |       |
|  |            |                              |                              |                              |                              |                              |                              |            |            |            | 3 | Даниэль Нестор Марк Ноулз | Даниэль Нестор Марк Ноулз | Даниэль Нестор Марк Ноулз    | Даниэль Нестор Марк Ноулз    | Даниэль Нестор Марк Ноулз    | Даниэль Нестор Марк Ноулз    | 2                            | 4                            |       |       |       |
|  |            |                              |                              |                              |                              |                              |                              |            |            |            |   |                           | 2                         | Йонас Бьоркман Максим Мирный | Йонас Бьоркман Максим Мирный | Йонас Бьоркман Максим Мирный | Йонас Бьоркман Максим Мирный | Йонас Бьоркман Максим Мирный | Йонас Бьоркман Максим Мирный | 6     | 6     |       |
|  | 2          | Йонас Бьоркман Максим Мирный | Йонас Бьоркман Максим Мирный | Йонас Бьоркман Максим Мирный | Йонас Бьоркман Максим Мирный | Йонас Бьоркман Максим Мирный | Йонас Бьоркман Максим Мирный | 64         | 7          | 7          |   |                           | 2                         | Йонас Бьоркман Максим Мирный | Йонас Бьоркман Максим Мирный | Йонас Бьоркман Максим Мирный | Йонас Бьоркман Максим Мирный | Йонас Бьоркман Максим Мирный | Йонас Бьоркман Максим Мирный | 6     | 6     |       |
|  | 2          | Йонас Бьоркман Максим Мирный | Йонас Бьоркман Максим Мирный | Йонас Бьоркман Максим Мирный | Йонас Бьоркман Максим Мирный | Йонас Бьоркман Максим Мирный | Йонас Бьоркман Максим Мирный | 64         | 7          | 7          |   |                           |                           |                              |                              |                              |                              |                              |                              |       |       |       |
|  | 6          | Мартин Дамм Леандер Паес     | Мартин Дамм Леандер Паес     | Мартин Дамм Леандер Паес     | Мартин Дамм Леандер Паес     | Мартин Дамм Леандер Паес     | Мартин Дамм Леандер Паес     | 7          | 64         | 65         |   |                           |                           |                              |                              |                              |                              |                              |                              |       |       |       |
|  | 6          | Мартин Дамм Леандер Паес     | Мартин Дамм Леандер Паес     | Мартин Дамм Леандер Паес     | Мартин Дамм Леандер Паес     | Мартин Дамм Леандер Паес     | Мартин Дамм Леандер Паес     | 7          | 64         | 65         |   |                           |                           |                              |                              |                              |                              |                              |                              |       |       |       |
|  |            |                              |                              |                              |                              |                              |                              |            |            |            |   |                           |                           |                              |                              |                              |                              |                              |                              |       |       |       |

### Групповой раунд
Золотистым выделены игроки, занявшие первые два места в своих группах.

#### Красная группа
| Посев | Теннисист                | Брайан              | Ульетт Хенли     | Дамм Паес           | Рам Эрлих        | Матчи | Сеты | Геймы | Место |
| ----- | ------------------------ | ------------------- | ---------------- | ------------------- | ---------------- | ----- | ---- | ----- | ----- |
| 1     | Боб Брайан Майк Брайан   |                     | 6–3, 6–7(4), 4–6 | 6–2, 6–7(4), 7–6(5) | 6–7(2), 6–2, 1–6 | 1-2   | 4-5  | 48–46 | 4     |
| 4     | Кевин Ульетт Пол Хенли   | 3–6, 7–6(4), 6–4    |                  | 7–6(6), 4–6, 6–3    | 6–4, 6–4         | 3-0   | 6-2  | 45–39 | 1     |
| 6     | Мартин Дамм Леандер Паес | 2–6, 7–6(4), 6–7(5) | 6–7(6), 6–4, 3–6 |                     | 6–4, 7–6(6)      | 2-1   | 4-4  | 43–46 | 2     |
| 7     | Энди Рам Йонатан Эрлих   | 7–6(2), 2–6, 6–1    | 4–6, 4–6         | 4–6, 6–7(6)         |                  | 1-2   | 2-5  | 33–38 | 3     |

Примечание: При равенстве выигранных и сыгранных матчей у трёх пар главным критерием отбора является соотношение выигранных и сыгранных сетов.

#### Золотая группа
| Посев | Теннисист                            | Бьоркман Мирный  | Нестор Ноулз     | Зимонич Санторо  | Матковский Фирстенберг | Матчи | Сеты | Геймы | Место |
| ----- | ------------------------------------ | ---------------- | ---------------- | ---------------- | ---------------------- | ----- | ---- | ----- | ----- |
| 2     | Йонас Бьоркман Максим Мирный         |                  | 4–6, 6–4, 7–6(2) | 6–3, 7–6(7)      | 6–3, 6–4               | 3-0   | 6-1  | 42–32 | 1     |
| 3     | Даниэль Нестор Марк Ноулз            | 6–4, 4–6, 6–7(2) |                  | 6–3, 6–2         | 6–3, 6–3               | 2-1   | 5-2  | 40–28 | 2     |
| 5     | Ненад Зимонич Фабрис Санторо         | 3–6, 6–7(7)      | 3–6, 2–6         |                  | 6–3, 6–7(4), 6–3       | 1-2   | 2-5  | 32–38 | 3     |
| 8     | Марцин Матковский Мариуш Фирстенберг | 3–6, 4–6         | 3–6, 3–6         | 3–6, 7–6(4), 3–6 |                        | 0-3   | 1-6  | 26–42 | 4     |